# Hannah
Hannah ist ein weiblicher Vorname.

## Herkunft und Bedeutung
→ Hauptartikel: Hanna
Beim Namen Hannah handelt es sich um eine englische, mittlerweile auch in Deutschland etablierte Variante von Hanna. Der Name leitet sich vom hebräischen Namen חַנָּה ḥannāh ab und bedeutet „[Gott/der Herr] hat sich erbarmt“ oder „Gunst“, „Gnade“.
Der Name Hannah ist – anders als Hanna – ein Palindrom.

## Namensträgerinnen

### Vorname

#### A
- Hannah Ackermann (1881–1962), deutsche Politikerin (DVP), Teilnehmerin der bürgerlichen Frauenbewegung in der Weimarer Republik
- Hannah Adams (1755–1831/32), US-amerikanische Schriftstellerin
- Hannah Afriyie (* 1951), ghanaische Sprinterin
- Hannah Ahlheim (* 1978), deutsche Historikerin
- Hannah Alligood (* 2002/03), US-amerikanische Schauspielerin
- Hannah Arendt (1906–1975), US-amerikanische Politologin und Philosophin deutscher Herkunft
- Hannah Arterton (* 1989), englische Schauspielerin

#### B
- Hannah Bardell (* 1983), schottische Politikerin
- Hannah Barnes (* 1993), britische Radsportlerin
- Hannah Bast (* 1970), deutsche Informatikerin und Hochschullehrerin
- Hannah Beachler, US-amerikanische Szenenbildnerin
- Hannah Biedermann (* 1982), deutsche Theaterregisseurin, Dramaturgin, Theaterpädagogin und Schauspielerin
- Hannah Brandt (* 1993), US-amerikanische Eishockeyspielerin
- Hannah von Bredow (1893–1971), deutsche Gegnerin des Nationalsozialismus, Enkelin von Otto von Bismarck
- Hannah Britland (* 1990), britische Schauspielerin
- Hannah Bromley (* 1986), neuseeländische Fußballspielerin

#### C
- Hannah Mirjam Cavin (1918–2002), österreichisch-rumänische Bildhauerin, Textildesignerin und Lyrikerin
- Hannah Chaplin (1865–1928), britische Tänzerin und Sängerin
- Hannah Cheesman (* 1984), kanadische Filmschauspielerin, Drehbuchautorin, Produzentin und Regisseurin
- Hannah Chukwu (* 2003), ungarische Squashspielerin
- Hannah Cloke, britische Hydrologin und Professorin für Hydrologie
- Hannah Cohen (* 1986), US-amerikanische Sängerin, Songwriterin und Fotografin
- Hannah Cohoon (1788–1864), US-amerikanische Malerin der Shaker-Bewegung
- Hannah M. Cotton (* 1946), israelische Epigraphikerin und Althistorikerin
- Hannah Craig (* 1999), irische Squashspielerin
- Hannah Mather Crocker (1752–1829), US-amerikanische Autorin und Frauenrechtlerin

#### D
- Hannah Davis (* 1985), australische Kanutin
- Hannah Lux Davis (* 1986), US-amerikanische Regisseurin für Musikvideos
- Hannah Dörr (* 1990), deutsche Regisseurin, Produzentin und Videokünstlerin für Theater
- Hannah Dreissigacker (* 1986), US-amerikanische Biathletin und Skilangläuferin
- Hannah Dübgen (* 1977), deutsche Dramaturgin und Dramatikerin
- Hannah Duston (1657–1736), Siedlerin in Neuengland und Entführungsopfer

#### E
- Hannah Ehrlichmann (* 1988), deutsche Schauspielerin
- Hannah Emde (* 1992), deutsche Tierärztin, Artenschützerin, Autorin und Fernsehmoderatorin
- Hannah England (* 1987), britische Mittelstreckenläuferin
- Hannah Epperson (* 1987), US-amerikanische Musikerin und Sängerin
- Hannah Ertel (* 1978), deutsche Judoka
- Hannah Eurlings (* 2003), belgische Fußballspielerin

#### F
- Hannah Faal-Heim, gambische methodistische Geistliche
- Hannah Fischer (1925–2016), österreichische Pädagogin der frühen Kindheit
- Hannah Forster (1893–1966), gambische Unternehmerin und Politikerin
- Hannah Forster, gambische Menschenrechtlerin
- Hannah Webster Foster (1758–1840), US-amerikanische Schriftstellerin
- Hannah Jane Fox (* 1976), englische Schauspielerin und Musical-Darstellerin
- Hannah Fry (* 1984), britische Hochschullehrerin

#### G
- Hannah Gadsby (* 1978), australische Entertainerin und Fernsehproduzentin
- Hannah Glasse († 1770), englische Kochbuchautorin
- Hannah Gluckstein (1895–1978), englische Malerin
- Hannah Flagg Gould (1789–1865), US-amerikanische Dichterin
- Hannah Greg (1766–1828), britische Unternehmersfrau, Unitarierin und Tagebuchschreiberin
- Hannah Griffitts (1727–1817), amerikanisch-britische Dichterin und Quäkerin
- Hannah Gross (* 1990), kanadische Schauspielerin

#### H
- Hannah Halvorsen (* 1998), US-amerikanische Skilangläuferin
- Hannah Hanusch (* 1997), österreichische Triathletin
- Hannah Harper (* 1982), britische Schauspielerin, Pornodarstellerin, Filmregisseurin und Filmproduzentin
- Hannah Hart (* 1986), US-amerikanische Webvideoproduzentin, Schauspielerin und Autorin
- Hannah Herzsprung (* 1981), deutsche Schauspielerin
- Hannah Higgins (* 1964), US-amerikanische Kunsthistorikerin
- Hannah Höch (1889–1978), deutsche Malerin, Grafikerin und Collagekünstlerin des Dadaismus
- Hannah Hodson (* 1991), US-amerikanische Schauspielerin
- Hannah Hoekstra (* 1987), niederländische Schauspielerin
- Hannah Hollinger, deutsche Drehbuchautorin
- Hannah von Hübbenet (* 1981), deutsche Musikerin und Filmkomponistin

#### J
- Hannah Jahn (* 1998), deutsche Basketballspielerin
- Hannah John-Kamen (* 1989), britische Schauspielerin

#### K
- Hannah Karminski (1897–1943), deutsche Erzieherin und Frauenrechtlerin
- Hannah Keane (* 1993), US-amerikanische Fußballspielerin
- Hannah Kearney (* 1986), US-amerikanische Freestyle-Skisportlerin
- Hannah Kiesbye (* 2002), deutsche Aktivistin
- Hannah Kilham (1774–1832), englische Missionarin, Linguistin in Sierra Leone und Aktivistin
- Hannah Klemm (* 1993), deutsche Volleyballspielerin
- Hannah Köpf (* 1980), deutsche Liedermacherin
- Hannah Krüger (* 1988), deutsche Hockeyspielerin
- Hannah Kudjoe (1918–1986), ghanaische Freiheitsaktivistin und Widerstandskämpferin
- Hannah Külling (* 1965), Schweizer bildende Künstlerin, Performerin und Szenografin

#### L
- Hannah Lamdan (1905–1995), israelische Politikerin
- Hannah Leser (* 1995), deutsche Sängerin, Tänzerin und Schauspielerin
- Hannah Lessing (* 1963), österreichische Ökonomin, Generalsekretärin des Österreichischen Nationalfonds für Opfer des Nationalsozialismus
- Hannah Ley (* 1970), deutsche Autorin und Schauspielerin
- Hannah Lightfoot (1730–1759), englische Quäkerin und legitime Ehefrau des Prinzen und späteren König Georg III.
- Hannah Liko (* 1971), österreichische Diplomatin
- Hannah Longshore (1819–1901), US-amerikanische Ärztin
- Hannah Lothrop (1945–2000), deutsche Psychologin, Begründerin der Stillgruppenbewegung in Deutschland
- Hannah Ludwig (* 2000), deutsche Radrennfahrerin
- Hannah Lühmann (* 1987), deutsche Journalistin

#### M
- Hannah Macleod (* 1984), britische Hockeyspielerin
- Hannah Mahoney (1884–1974), gambische Politikerin
- Hannah Mancini (* 1973), US-amerikanische Sängerin
- Hannah Marcus (* ≈1970), US-amerikanische Sängerin, Songwriterin und Musikerin
- Hannah Marks (* 1993), US-amerikanische Schauspielerin, Filmregisseurin und Drehbuchautorin
- Hannah Markwig (* 1980), deutsche Mathematikerin
- Hannah Marshall (* ≈1980), britische Jazz- und Improvisationsmusikerin
- Hannah Mergenthaler (* 1997), deutsche Leichtathletin
- Hannah von Mettal (1884–1966), deutschsprachige Übersetzerin von James Joyces Drama Exiles
- Hannah Meul (* 2001), deutsche Sport- und Wettkampfkletterin
- Hannah Miley (* 1989), britische Schwimmerin
- Hannah Mills (* 1988), britische Seglerin
- Hannah Monyer (* 1957), rumänische Medizinerin und Neurobiologin
- Hannah More (1745–1833), englische religiöse Schriftstellerin und Philanthropin
- Hannah Morrison, niederländische Opernsängerin (Sopran)
- Hannah Mouncey (* 1989), australische Handballspielerin
- Hannah Murray (* 1989), britische Schauspielerin

#### N
- Hannah Neise (* 2000), deutsche Skeletonpilotin
- Hannah Neumann (* 1984), deutsche Friedens- und Konfliktforscherin und Politikerin (Bündnis 90/Die Grünen)
- Hannah New (* 1984), britische Schauspielerin und Model
- Hannah Norbert (1916–1998), österreichisch-britische Schauspielerin und Kabarettistin
- Hannah Nuttall (* 1997), britische Leichtathletin
- Hannah Nydahl (1946–2007), buddhistische Lehrerin

#### O
- Hannah Ocuish (1774–1786), jüngste Person, die von der Amerikanischen Justiz zum Tode verurteilt wurde
- Hannah Osborne (* 1994), neuseeländische Ruderin

#### P
- Hannah Callowhill Penn (1671–1727), zweite Ehefrau William Penns
- Hannah Pfalzgraf (* 1997), Schweizer Politiker (SP)
- Hannah Pick-Goslar (1928–2022), deutsche Holocaustüberlebende, Freundin Anne Franks
- Hannah Pohl (* 1994), deutsche Badmintonspielerin
- Hannah Prock (* 2000), österreichische Rennrodlerin

#### Q
- Hannah Quinlivan (* 1993), taiwanisch-australische Schauspielerin und Model

#### R
- Hannah Reid (* 1989), britische Sängerin
- Hannah Reinikainen (* 1992), schwedische Filmregisseurin
- Hannah Reynold (* 1991), schwedische Sängerin
- Hannah Rickard, britische Folkpopmusikerin
- Hannah Roberts (* 2001), US-amerikanische BMX-Fahrerin
- Hannah Luise von Rothschild (1850–1892), Frankfurter Stifterin und Mitglied der Rothschild-Familie
- Hannah Rowe (* 1996), neuseeländische Cricketspielerin
- Hannah Ryggen (1894–1970), schwedisch-norwegische Textilkünstlerin

#### S
- Hannah Sæthereng (* 1999), norwegische Skirennläuferin
- Hannah Scheffler (* 1999), deutsche Fußballspielerin
- Hannah Schiller (* 2000), deutsche Schauspielerin
- Hannah Schlubeck (* 1973), deutsche Panflötistin und Paralympics-Schwimmerin
- Hannah Schmid-Petri (* 1980), deutsche Medienwissenschaftlerin
- Hannah Schweier (* 1980), deutsche Filmregisseurin
- Hannah Sen (1894–1957), indische Frauenrechtlerin
- Hannah Siebern (* 1986), deutsche Schriftstellerin
- Hannah Sieh (* 1982), deutsche Schauspielerin und Sprecherin
- Hannah Simone (* 1980), britische Schauspielerin
- Hannah Whitall Smith (1832–1911), US-amerikanische Autorin
- Hannah Soar (* 1999), US-amerikanische Freestyle-Skisportlerin
- Hannah Spearritt (* 1981), britische Sängerin und Schauspielerin
- Hannah Starling (* 1995), britische Wasserspringerin
- Hannah Steele, britische Schauspielerin
- Hannah Stevenson (* 1993), britische Skeletonpilotin
- Hannah Stockbauer (* 1982), deutsche Schwimmerin
- Hannah Suppa (* 1983), deutsche Journalistin
- Hannah Szenes (1921–1944), ungarische Widerstandskämpferin

#### T
- Hannah Tapp (* 1995), US-amerikanische Volleyballspielerin
- Hannah Taylor-Gordon (* 1987), britische Filmschauspielerin
- Hannah Telle (* 1987), US-amerikanische Schauspielerin und Synchronsprecherin
- Hannah Teter (* 1987), US-amerikanische Snowboarderin
- Hannah Tillich (1896–1988), deutsche Zeichenlehrerin, Modell, Malerin und Schriftstellerin
- Hannah Tointon (* 1987), britische Schauspielerin
- Hannah Minthorne Tompkins (1781–1829), US-amerikanische Second Lady
- Hannah Twynnoy († 1703), Bardame und Tigeropfer

#### V
- Hannah Valantine (* ≈1951), gambisch-amerikanische Kardiologin
- Hannah Van Buren (1783–1819), Ehefrau von Martin Van Buren
- Hannah Villiger (1951–1997), Schweizer Bildhauerin, Fotokünstlerin und Malerin
- Hannah Vogt (1910–1994), deutsche Autorin

#### W
- Hannah Waddingham (* 1974), britische Schauspielerin und Sängerin
- Hannah Wang (* 1989), australische Schauspielerin
- Hannah Ware (* 1982), britische Schauspielerin
- Hannah Weinberger (* 1988), Schweizer Medienkünstlerin
- Hannah Weitemeier (1942–2013), deutsche Ausstellungskuratorin und Kunsthistorikerin
- Hannah Werbermacher, chassidische Wunderrabbinerin
- Hannah Wettig (* 1971), deutsche Journalistin
- Hannah Wiegele (* 2001), österreichische Skispringerin
- Hannah Wilke (1940–1993), US-amerikanische Künstlerin
- Hannah Wilkinson (* 1992), neuseeländische Fußballspielerin
- Hannah Williams, britische Funk und Soul-Sängerin
- Hannah Williams (* 1998), britische Leichtathletin
- Hannah Witton (* 1992), britische YouTuberin, Influencerin, Vloggerin
- Hannah Woolley (1621–≈1675), englische Kochbuchautorin
- Hannah Marie Wormington (1914–1994), US-amerikanische Anthropologin und Archäologin

#### Z
- Hannah Ziemer (* 1999), deutsche Volleyball- und Beachvolleyballspielerin
- Hannah Zeitlhofer (* 1986), Bereiterin an der Spanischen Hofreitschule
- Hannah Zufall (* 1987), deutsche Autorin, Dramatikerin und Theatermacherin

### Nachname
- Alicia Hannah-Kim (* 1982), koreanisch-australische Schauspielerin
- Daryl Hannah (* 1960), US-amerikanische Schauspielerin
- John Hannah (* 1962), britischer Schauspieler

### Künstlername
- Hannah (* 1981), österreichische Schlagersängerin

### Fiktive Personen
- Hannah Montana, Serienfigur